# Comitetul executiv al Băncii Centrale Europene
Comitetul executiv al Băncii Centrale Europene este format din: președinte, vicepreședinte și alți patru membri 
Toți membrii sunt numiți de Consiliul European în baza unei decizii adoptate cu majoritate calificată. 
Responsabilități:
- pregătește reuniunile Consiliului guvernatorilor;
- aplică politica monetară pentru zona euro, în concordanță cu orientările specificate și deciziile adoptate de Consiliul guvernatorilor. În acest sens, Comitetul executiv furnizează instrucțiunile necesare BCN din zona euro;
- gestionează activitatea zilnică a BCE;
- exercită anumite competențe care i-au fost delegate de către Consiliul guvernatorilor. Unele dintre acestea au caracter de reglementare.

| Comitetul executiv în data             | Persoanele membre în Comitetul executiv |
| -------------------------------------- | --- |
| Comitetul executiv în luna iunie 1998: | Willem Frederik Duisenberg (președinte), Christian Noyer (vicepreședinte), Tommaso Padoa-Schioppa, Otmar Issing, Eugenio Domingo Solans, Sirkka Hämäläinen      |
| Comitetul executiv în luna iunie 2008  | Jean-Claude Trichet (președinte), Lucas D. Papademos (vicepreședinte), Jürgen Stark, José Manuel González-Páramo, Lorenzo Bini Smaghi, Gertrude Tumpel-Gugerell |

| An   | Președinte                 | Vicepreședinte   | Ceilalți patru membri            | Ceilalți patru membri       | Ceilalți patru membri  | Ceilalți patru membri | Ceilalți patru membri |
| ---- | -------------------------- | ---------------- | -------------------------------- | --------------------------- | ---------------------- | --------------------- | --------------------- |
| 1998 | Willem Frederik Duisenberg | Christian Noyer  | Sirkka Hämäläinen                | Eugenio Domingo Solans      | Tommaso Padoa-Schioppa | Otmar Issing          |                       |
| 1999 | Willem Frederik Duisenberg | Christian Noyer  | Sirkka Hämäläinen                | Eugenio Domingo Solans      | Tommaso Padoa-Schioppa | Otmar Issing          |                       |
| 2000 | Willem Frederik Duisenberg | Christian Noyer  | Sirkka Hämäläinen                | Eugenio Domingo Solans      | Tommaso Padoa-Schioppa | Otmar Issing          |                       |
| 2001 | Willem Frederik Duisenberg | Christian Noyer  | Sirkka Hämäläinen                | Eugenio Domingo Solans      | Tommaso Padoa-Schioppa | Otmar Issing          |                       |
| 2002 | Willem Frederik Duisenberg | Lucas Papademos  | Sirkka Hämäläinen                | Eugenio Domingo Solans      | Tommaso Padoa-Schioppa | Otmar Issing          |                       |
| 2003 | Jean-Claude Trichet        | Lucas Papademos  | Gertrude Tumpel-Gugerell         | Eugenio Domingo Solans      | Tommaso Padoa-Schioppa | Otmar Issing          |                       |
| 2004 | Jean-Claude Trichet        | Lucas Papademos  | Gertrude Tumpel-Gugerell         | José Manuel González Paramo | Tommaso Padoa-Schioppa | Otmar Issing          |                       |
| 2005 | Jean-Claude Trichet        | Lucas Papademos  | Gertrude Tumpel-Gugerell         | José Manuel González Paramo | Lorenzo Bini Smaghi    | Otmar Issing          |                       |
| 2006 | Jean-Claude Trichet        | Lucas Papademos  | Gertrude Tumpel-Gugerell         | José Manuel González Paramo | Lorenzo Bini Smaghi    | Jürgen Stark          |                       |
| 2007 | Jean-Claude Trichet        | Lucas Papademos  | Gertrude Tumpel-Gugerell         | José Manuel González Paramo | Lorenzo Bini Smaghi    | Jürgen Stark          |                       |
| 2008 | Jean-Claude Trichet        | Lucas Papademos  | Gertrude Tumpel-Gugerell         | José Manuel González Paramo | Lorenzo Bini Smaghi    | Jürgen Stark          |                       |
| 2009 | Jean-Claude Trichet        | Lucas Papademos  | Gertrude Tumpel-Gugerell         | José Manuel González Paramo | Lorenzo Bini Smaghi    | Jürgen Stark          |                       |
| 2010 | Jean-Claude Trichet        | Vítor Constâncio | Gertrude Tumpel-Gugerell         | José Manuel González Paramo | Lorenzo Bini Smaghi    | Jürgen Stark          |                       |
| 2011 | Mario Draghi               | Vítor Constâncio | Peter Praet                      | José Manuel González Paramo | Lorenzo Bini Smaghi    | Jürgen Stark          |                       |
| 2012 | Mario Draghi               | Vítor Constâncio | Peter Praet                      | José Manuel González Paramo | Benoît Cœuré           | Jörg Asmussen         |                       |
| 2013 | Mario Draghi               | Vítor Constâncio | Peter Praet                      | Yves Mersch                 | Benoît Cœuré           | Jörg Asmussen         |                       |
| 2014 | Mario Draghi               | Vítor Constâncio | Peter Praet                      | Yves Mersch                 | Benoît Cœuré           | Sabine Lautenschläger |                       |
| 2015 | Mario Draghi               | Vítor Constâncio | Peter Praet                      | Yves Mersch                 | Benoît Cœuré           | Sabine Lautenschläger |                       |
| 2016 | Mario Draghi               | Vítor Constâncio | Peter Praet                      | Yves Mersch                 | Benoît Cœuré           | Sabine Lautenschläger |                       |
| 2017 | Mario Draghi               | Vítor Constâncio | Peter Praet                      | Yves Mersch                 | Benoît Cœuré           | Sabine Lautenschläger |                       |
| 2018 | Mario Draghi               | Luis de Guindos  | Peter Praet                      | Yves Mersch                 | Benoît Cœuré           | Sabine Lautenschläger |                       |
| 2019 | Christine Lagarde          | Luis de Guindos  | Philip R. Lane (Chief Economist) | Yves Mersch                 | Benoît Cœuré           | Sabine Lautenschläger |                       |
| 2020 | Christine Lagarde          | Luis de Guindos  | Philip R. Lane (Chief Economist) | Yves Mersch                 | Fabio Panetta          | Isabel Schnabel       |                       |
| 2021 | Christine Lagarde          | Luis de Guindos  | Philip R. Lane (Chief Economist) | Frank Elderson              | Fabio Panetta          | Isabel Schnabel       |                       |